# Puertos fluviales en Guipúzcoa

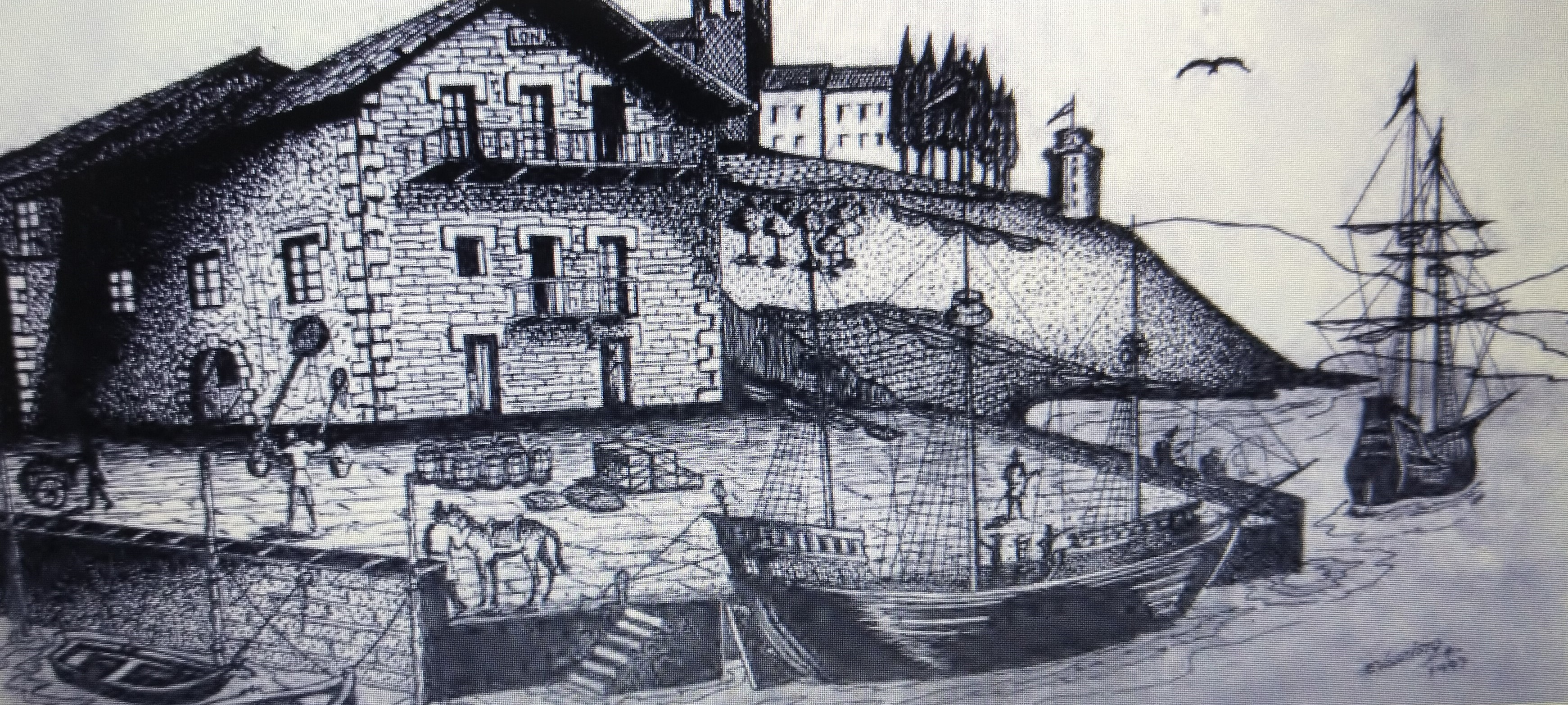
Puerto de Hernani en el siglo XVI

Los puertos fluviales de Guipúzcoa, provincia del País Vasco en el norte de España, fueron una importante vía de comunicación y transporte de mercancías desde la Alta Edad Media hasta bien entrado el siglo XIX.
La orografía de Guipúzcoa está jalonada de montañas y valles con sus correspondientes ríos que fueron aprovechados para transportar mercancías que conectaban el interior de la provincia con puertos costeros y núcleos de población importantes.
Los principales ríos que tuvieron puertos fluviales  fueron; Bidasoa, Urumea,  Oria, Urola y Deva. Las embarcaciones empleadas eran barcazas con poco bajel gobernadas con pértigas aprovechando las mareas para navegar. 
En torno a estos puertos se creó un entramado económico y de relación comercial llena de vida.
La aparición de pequeñas presas para generar energía eléctrica, puentes para el desarrollo vial e industrias alrededor del río hizo que a partir del siglo XIX dejaran de ser navegables la práctica totalidad de los ríos guipuzcoanos. 

## Descripción
Hasta el siglo XIX los caminos eran angostos y en muchas ocasiones impracticables para animales de carga y el ferrocarril no hizo su aparición en Guipúzcoa hasta 1864. 
Desde la Edad Media ya había una industria minera y metalúrgica que necesitaba vetas de hierro para la fabricación de sus productos y transportarlos una vez confeccionados a puertos y pueblos costeros.  
También se transportaba lana, madera, productos agrícolas, sidra etc. 
- Río Bidasoa: Desde el siglo XVI está documentado que era una arteria  fluvial  para el transporte de lanas, maderas, carbones, vinos, la veta de hierro para sus ferrerías y sus productos. 
Tenía un puerto fluvial en  Montoya, cerca   de Vera de Bidasoa en Navarra y  navegaban gabarras que podían transportar  5000 kilos de mercancía hasta la desembocadura entre Irún y Fuenterrabía.

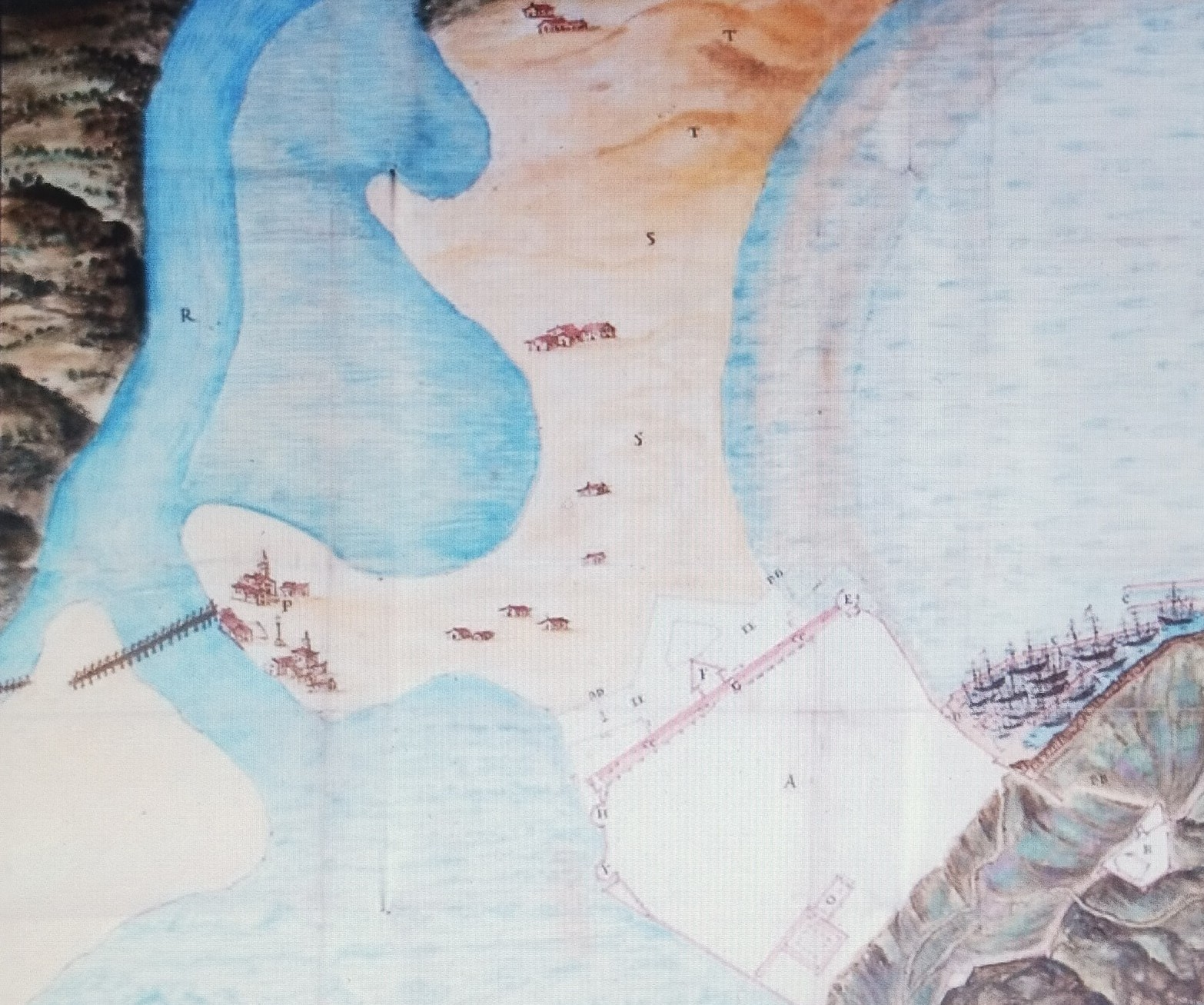
Barrio y puerto de Santa Catalina en San Sebastián.1636.

- Río Urumea: Tuvo dos puertos fluviales: el puerto de Santa Catalina y el de Hernani. También tuvo varios embarcaderos como el de Fagoyaga.
El puerto de Santa Catalina estaba situado en la desembocadura del río Urumea. Fue el puerto principal de San Sebastián hasta el siglo XV.
El Urumea tuvo un intenso tráfico de gabarras  desde Goizueta hasta el puerto de Hernani y el puerto donostiarra de Santa Catalina.
Fue la salida al mar del reino de Navarra traficando  con la forja y productos del hierro, agricultura, maderas para los astilleros fluviales,  cobre, estaño, cueros, pieles, cera, algodón o paños de lana y lino.   Los buques llegaban a Santa Catalina  desde Francia, Países Bajos, Inglaterra, Galicia o Portugal para recoger las mercancías.
El mayor calado del puerto al abrigo del monte Urgull hizo que los puertos del Urumea desaparecieran  en el siglo XVII.
- Río Oria: En el río Oria las embarcaciones fluviales se emplearon para distintas funciones, tales como el transporte de personas, animales o cargas (minerales, madera, hierba, abono agrícola, arena) y para la pesca (mayoritariamente de angulas).                
Las embarcaciones empleadas en el río Oria eran las denominadas "alas".                
En la desembocadura albergaba, junto con Pasajes,  los astilleros para los grandes galeones para las Indias y la Armada Real.                
El puerto del río Oria se ha mantenido a lo largo de la historia en el mismo lugar en la desembocadura del río en la localidad de Orio. 

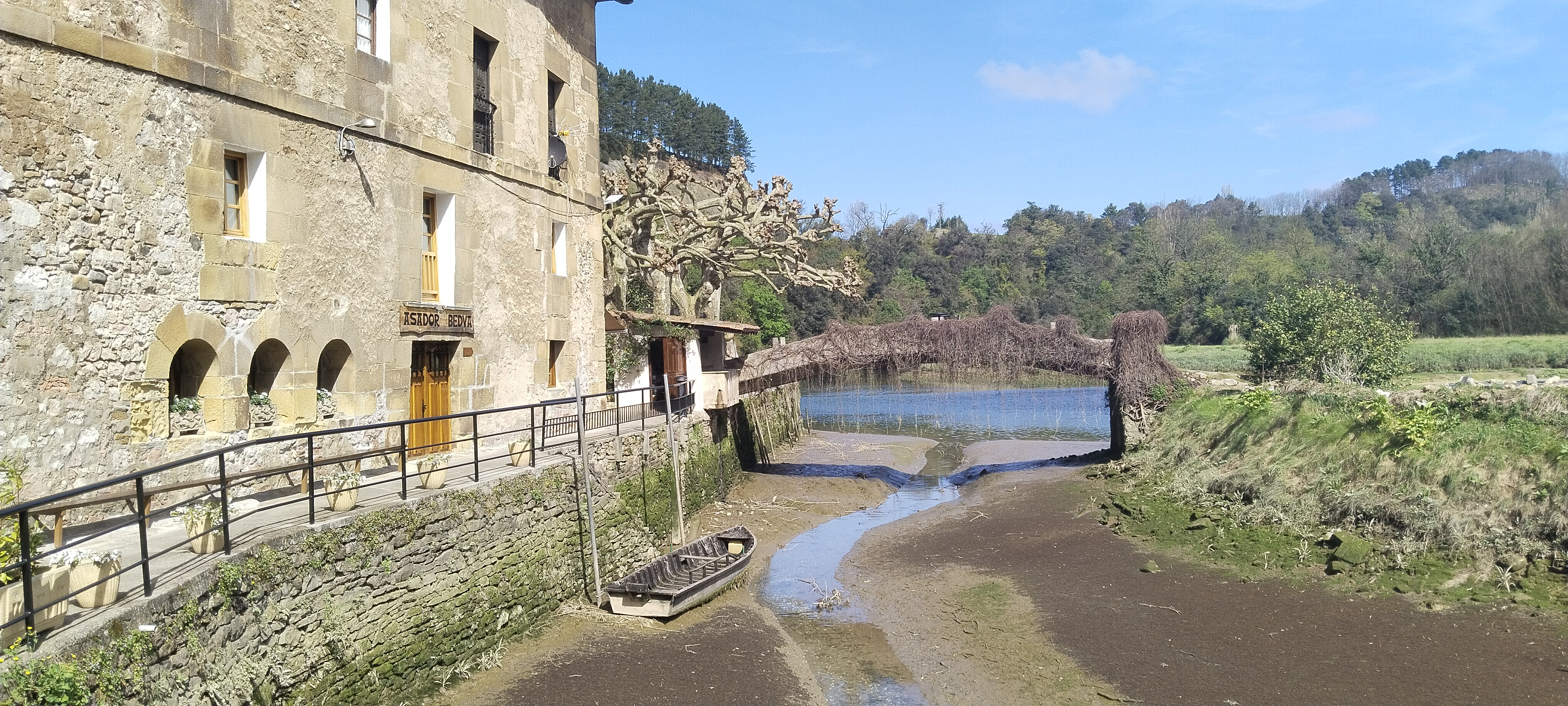
Casa lonja medieval del puerto fluvial de Bedua

- Río Urola: Era navegable unos tres kilómetros entre  el puerto de Bedua y la desembocadura del río en Zumaya.
Fue el puerto fluvial de todas las ferrerías de la cuenca del Urola. En la época de los Reyes Católicos  alcanzó tal importancia que dio su nombre al río  llamándose  Bedua.
Se hacía la carga y descarga de la veta de hierro  desde el  puerto de Zumaya para surtir las muchas ferrerías del contorno y se pesaban y se cargaban también las herramientas  que salían de aquellas ferrerías. Otro producto que se comercializaba en Bedua era el chacolí del entorno.                 
A partir del siglo XVIII, el puerto de Bedua fue perdiendo actividad.                 
- Río Deva: era navegable desde Anzuola, donde había un puerto fluvial,  hasta la desembocadura en la localidad de Deva.
El puerto de Anzuola cobró importancia por el embarque  de la lana procedente de castilla con destino a Inglaterra. La lana llegaba a Anzuola a lomos de mulas y mediante gabarras se transportaban a Deva para embarcarla en barcos hacia Inglaterra.                  
En la otra dirección se trasladaba mineral de hierro desde Deva a Anzola para las ferrerías.                                    
Hubo otros embarcaderos de menor importancia en afluentes y regatas como el denominado Portuetxe (casa del puerto) en San Sebastián. Está situado en una regata de Igara a unos 2 kilómetros de su desembocadura en Ondarreta. Con marea alta llegaban los bateles transportando sidra que elaboraban con sus manzanales.